# Mülheimer Bergwerks-Verein

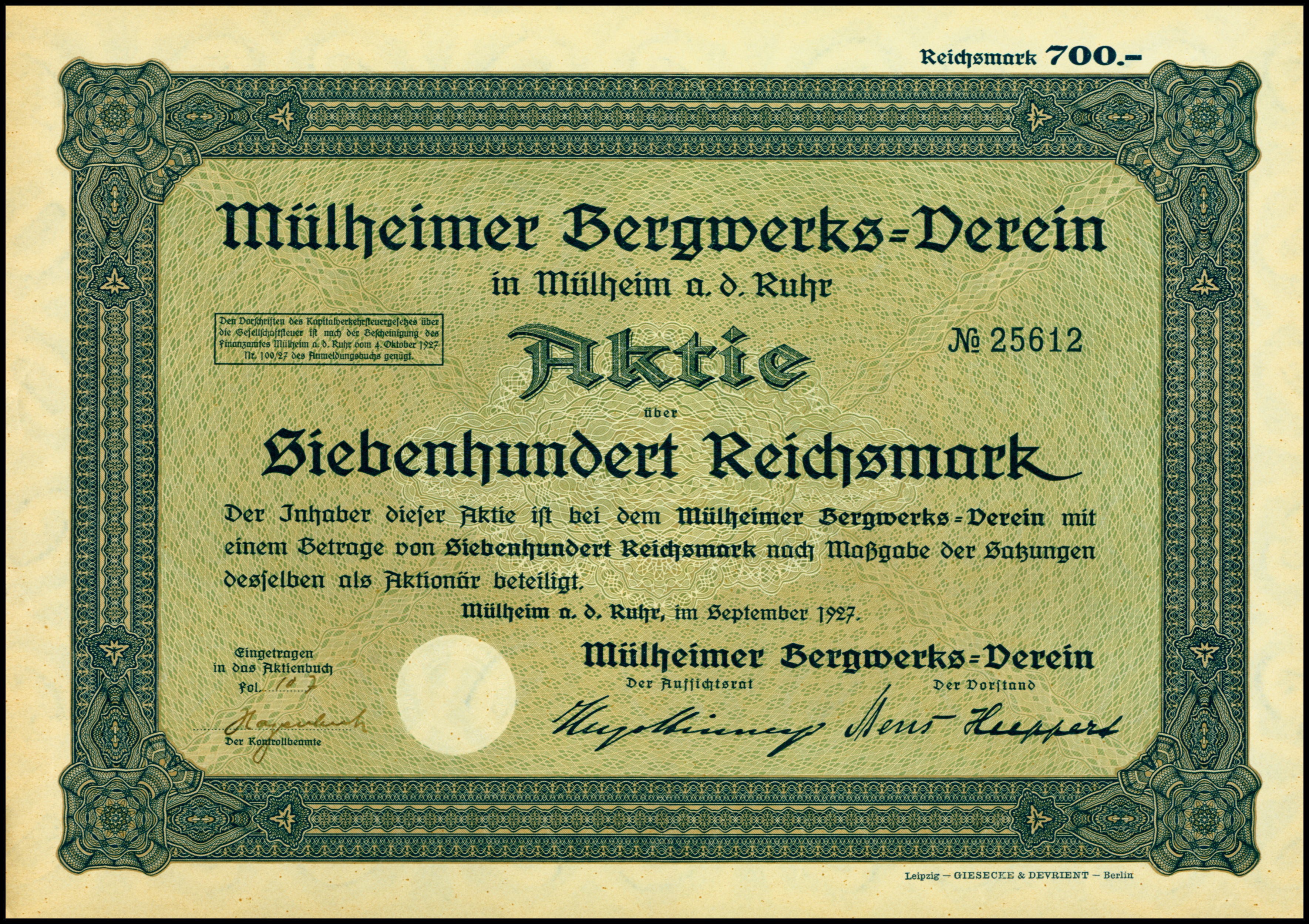
Aktie über 700 RM des Mülheimer Bergwerks-Vereins vom September 1927

Die Mülheimer Bergwerks-Verein AG (MBV) mit Sitz in Mülheim an der Ruhr war eines der größten deutschen Bergbauunternehmen im Kaiserreich und der Weimarer Republik.
Der MBV wurde 1898 durch August Thyssen, Joseph Thyssen, Hugo Stinnes, den Mülheimer Bankier Leo Hanau sowie die AG für Montanindustrie gegründet und diente zunächst der Zusammenfassung mehrerer wenig produktiver Zechen zu einem leistungsstarken Bergbauunternehmen.
Zum MBV gehörten die Zechen Wiesche, Hagenbeck, Humboldt, Rosenblumendelle, Neuschölerpad und Hobeisen.
1927 schloss der MBV eine Interessengemeinschaft mit der Zeche Mathias Stinnes. 1956 wurde der MBV mit der Steinkohlenbergwerke Mathias Stinnes AG verschmolzen.